# Centaurea doddsii
Centaurea doddsii — вид рослин роду волошка (Centaurea), з родини айстрових (Asteraceae).

## Опис рослини
Подібний до Centaurea haradjianii але листки тонкі й ті, що безпосередньо над нижніми, довгасті з крилатими ніжками. Всі квіткові голови сидячі або майже сидячі, придатки солом'яного забарвлення.

## Середовище проживання
Поширений на півдні Туреччини й північному заході Сирії.